# Françoise Demulder
Françoise Demulder (De Mulder) (9 de junio de 1947- París, 4 de septiembre de 2008) fue una periodista francesa
Esta fotoperiodista trabajó en el campo internacional, en destinos como Líbano, Irak, Irán, Camboya, Vietnam, Bosnia, Yemen o Afganistán. Su salto a la fama lo protagonizó al efectuar una instantánea en la Guerra del Líbano en los años 70 que despertó la conciencia occidental sobre el conflicto en Beirut. Su paso por ese conflicto le permitió destacar en el campo del retrato, del que es un excelente ejemplo los del líder palestino Yasser Arafat.
Pacifista convencida y declarada enemiga de la guerra, sus trabajos en terreno bélico la hicieron acreedora de los máximos galardones periodísticos, siendo la primera mujer que ganó el prestigioso World Press Photo.
Sus fotografías han sido publicadas en algunas de las más importantes cabeceras periodísticas, como Newsweek, Time o Paris Match. 
En 2003 le fue diagnosticado un cáncer de médula, cuyo tratamiento requirió la colaboración de sus colegas que, con la donación de negativos de sus obras, contribuyeron en homenaje a la fotógrafa a afrontar el tratamiento. Fallecería cinco años más tarde, con una carrera plena a sus espaldas.